# Dorothy Day

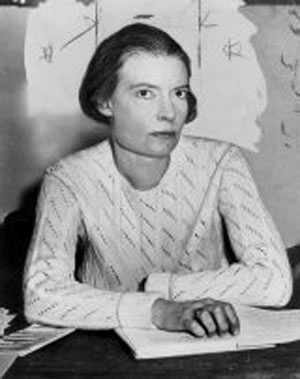
Dorothy Day

Dorothy Day (* 8. November 1897 in Brooklyn, New York; † 29. November 1980 in New York) war eine US-amerikanische christliche Sozialistin und Journalistin.
Drei Jahre nach ihrem Tod wurde ihre Seligsprechung vorgeschlagen. Im Jahre 2000 bevollmächtigte Papst Johannes Paul II. das Erzbistum New York, das Seligsprechungsverfahren zu eröffnen.

## Leben und Wirken
Dorothy Day wurde als Tochter eines Sportreporters geboren. Sie graduierte mit sechzehn Jahren an der Robert Waller High School und gewann ein Stipendium der University of Illinois, wo sie Mitglied der Sozialistischen Partei Amerikas wurde. Sie wurde Journalistin, die für linke Blätter schrieb. In Kalifornien trat sie in die Kommunistische Partei der USA ein und war eine der Pioniere der Partei in diesem Bundesstaat. Bis 1927 blieb sie radikale Anhängerin des Kommunismus und wurde später Vertreterin eines christlichen Anarchismus. Im März 1927 ließ sie ihre Tochter katholisch taufen, am Ende des Jahres wurde sie selber Mitglied der katholischen Kirche. Dorothy Day ist – gemeinsam mit Peter Maurin – Gründerin der Catholic-Worker-Bewegung.
Als überzeugte Frauenrechtlerin und Pazifistin wurde sie mehrere Male inhaftiert, weil sie politische Entwicklungen nicht mit ihrem Gewissen und ihrem Glauben vereinbaren konnte. Zuletzt war sie 1973 – im Alter von 75 Jahren – im Gefängnis, weil sie an einer verbotenen Streikpostenkette teilgenommen hatte, um César Chávez und die United Farm Workers in Kalifornien zu unterstützen.
Dorothy Day ist Autorin zahlreicher Bücher, Gründerin des St. Joseph’s House of Hospitality und der Zeitung The Catholic Worker in New York. In ihrer Biographie Gegenwind widmet Dorothee Sölle ihr ein eigenes Kapitel. Day war die Schwester des Osteuropareporters Donald Day, der zwischen 1921 und 1942 für die Chicago Tribune aus Riga berichtete.

## Auszeichnungen
- 1963: War Resisters League Peace Award
- 1972: Pacem in Terris Award
- 1972: Laetare-Medaille der University of Notre Dame von Indiana
- 1973: Thomas Merton Award

## Schriften
- From Union Square to Rome. Preservation of Faith Press, 1938.
- The Long Loneliness: The Autobiography of Dorothy Day. Harper & Row, New York 1952.
  - Reprint: The Long Loneliness: The Autobiography of Dorothy Day. Einführung von Robert Coles. Illustrationen von Fritz Eichenberg. HarperOne, New York 1997, ISBN 978-0-06-061751-6.
- Thérèse. Fides, 1960; Templegate, 1979.
- Selected Writings. Orbis Books, Maryknoll 1992.
- Loaves and Fishes. Harper & Row, 1963; Orbis Books, Maryknoll 1997.